# Église Saint-Pierre de Noyal-sur-Vilaine
L'église Saint-Pierre est une église catholique située à Noyal-sur-Vilaine, dans le département d'Ille-et-Vilaine, en France. Elle a été inscrite au titre des monuments historiques par arrêté du 18 juillet 2014.

## Localisation
L'église est située en France, en région Bretagne et dans le département d'Ille-et-Vilaine, à une quinzaine de kilomètres à l'est de Rennes, sur la commune de Noyal-sur-Vilaine. L'édifice, cadastré section AB, numéro 59, se dresse au centre du bourg, sur un terrain de forme approximativement ovale et présentant une très légère déclivité vers l'ouest et le nord. La parcelle correspond à l'antique cimetière. Elle est bordée à l'ouest et au sud par la place de la mairie, à l'est par le passage de la motte. Jouxtant en son angle nord-ouest quelques habitations, la parcelle voisine au septentrion avec le Prieuré Saint-Martin (actuelle médiathèque) qui relevait de l'abbaye Saint-Melaine de Rennes, élégante construction du XVIe siècle qu'un projet communal mené à bien en 2004 a relié à l'ancien Logis de la Motte (école de musique) pour créer un ensemble culturel dénommé l'Intervalle.

## Historique

### L'église
L'église est construite entre 1892 et 1894, elle dispose d'un éclairage électrique dès 1895.

## Architecture

### Extérieur
L'église est construite dans un style néogothique flamboyant par Arthur Regnault vers la fin du XIXe siècle
On remarque en premier l’absence de transept.  Sa forme est conçue autour de deux hexagones séparés par une voute en croisée d'ogive en lierne et tiercerons. De plus, le clocher possède une tour d'escalier vrillée.

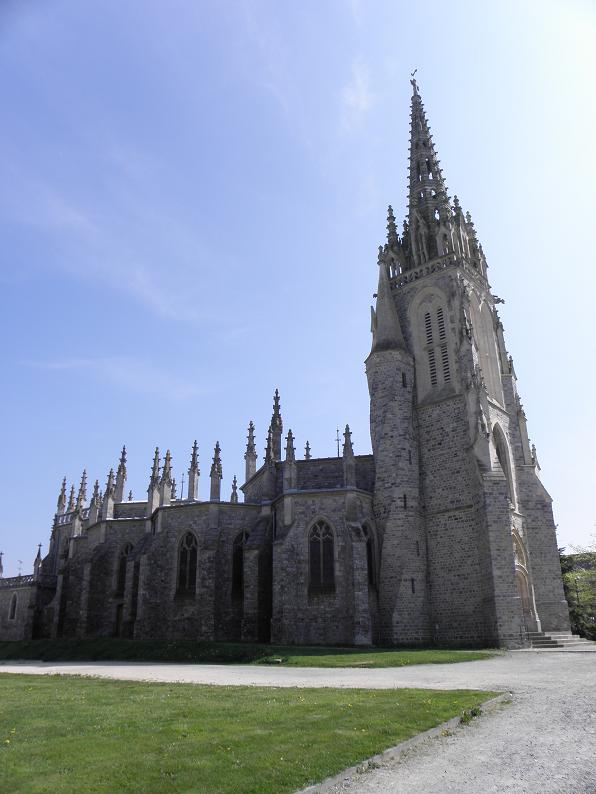
le clocher et sa tourelle d'esclalier vrillée
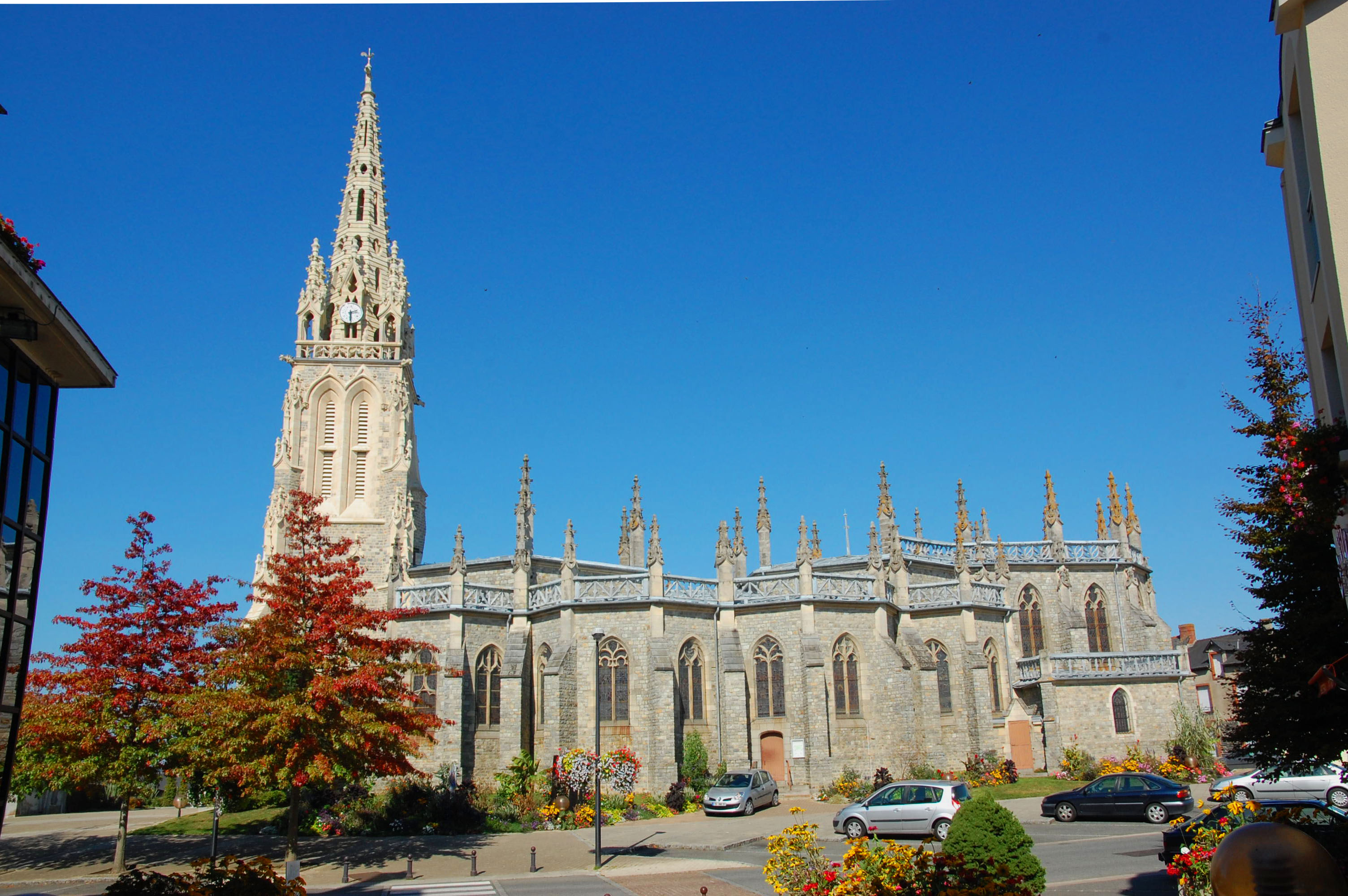
vue d'ensemble
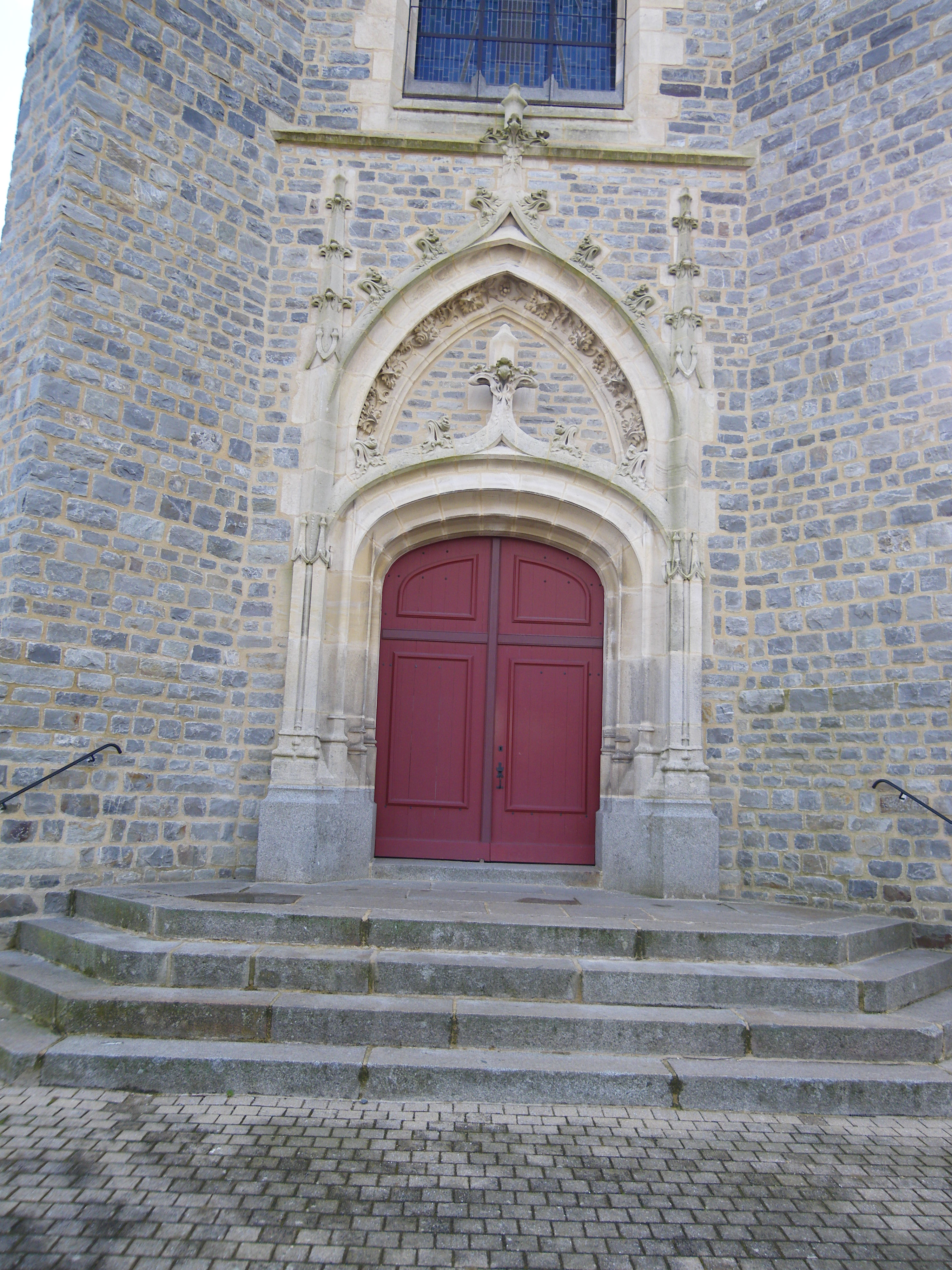
porte du clocher

### Intérieur
La nef centrale est séparée par de multiples piliers .Les voutes hexagonales sont plus bombés et plus hautes que les autres. Leurs clefs sont pendantes. Les remplages des vitraux sont tous divisés en deux lancettes à part ceux de l'abside.

### Vitraux

vue 360° de l'interieur de l'édifice
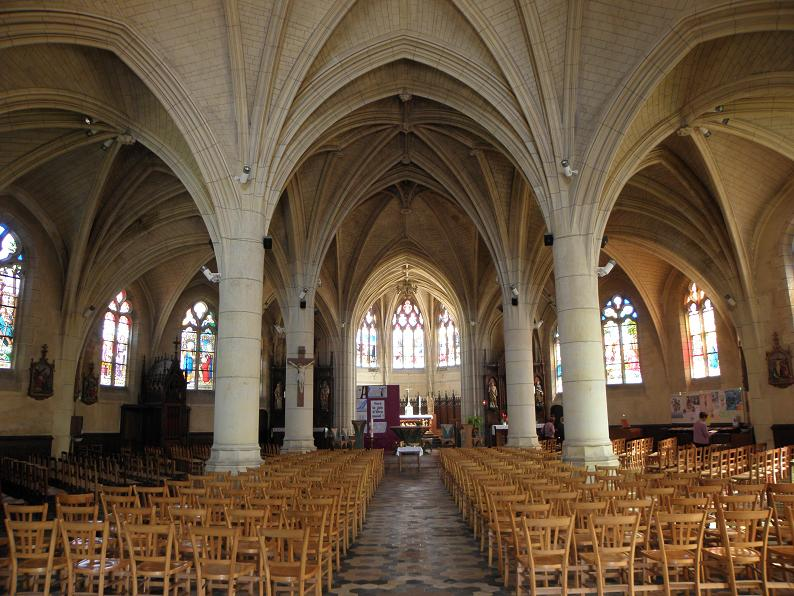
interieur
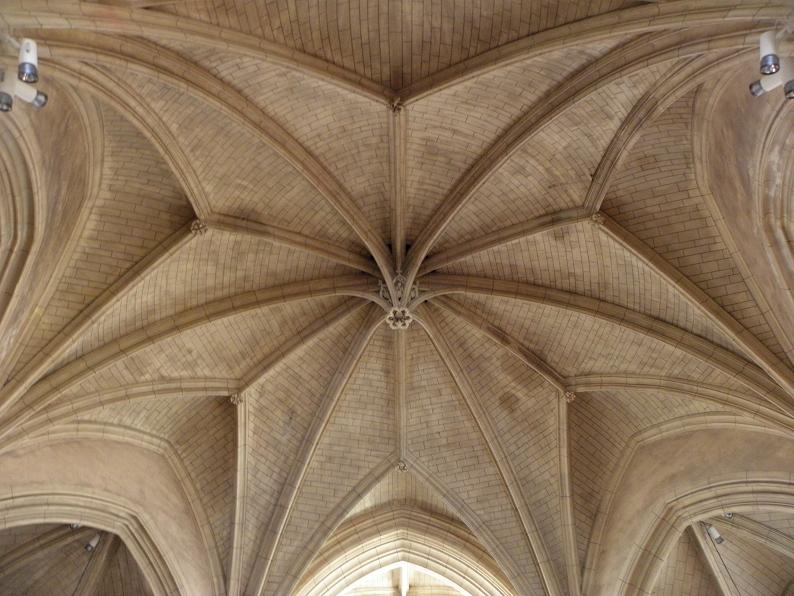
voute hexagonale avec clef pendantes
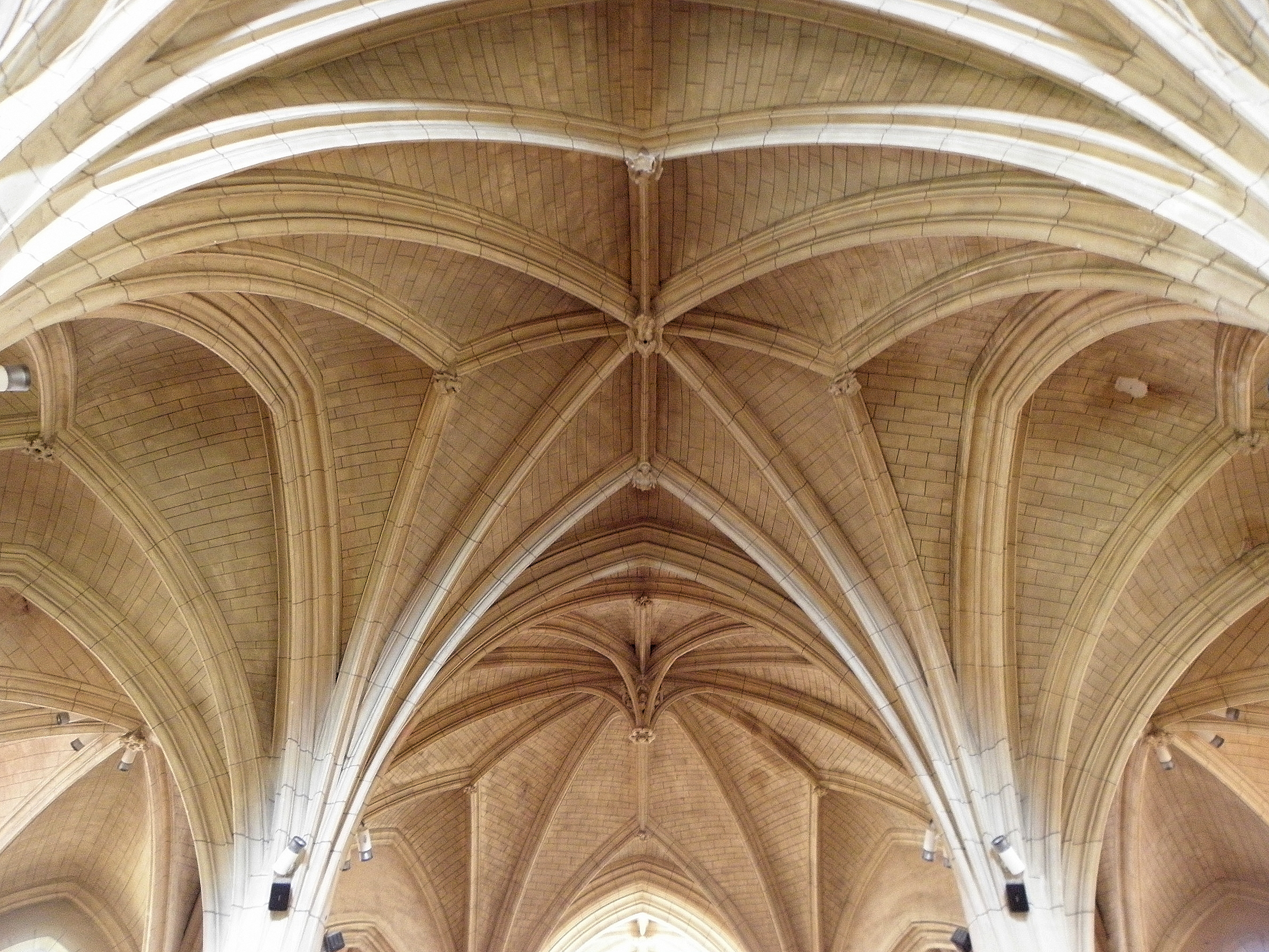
voute à liernes et tiercerons

La plupart des vitraux datent de la construction mais certains furent remplacés après.

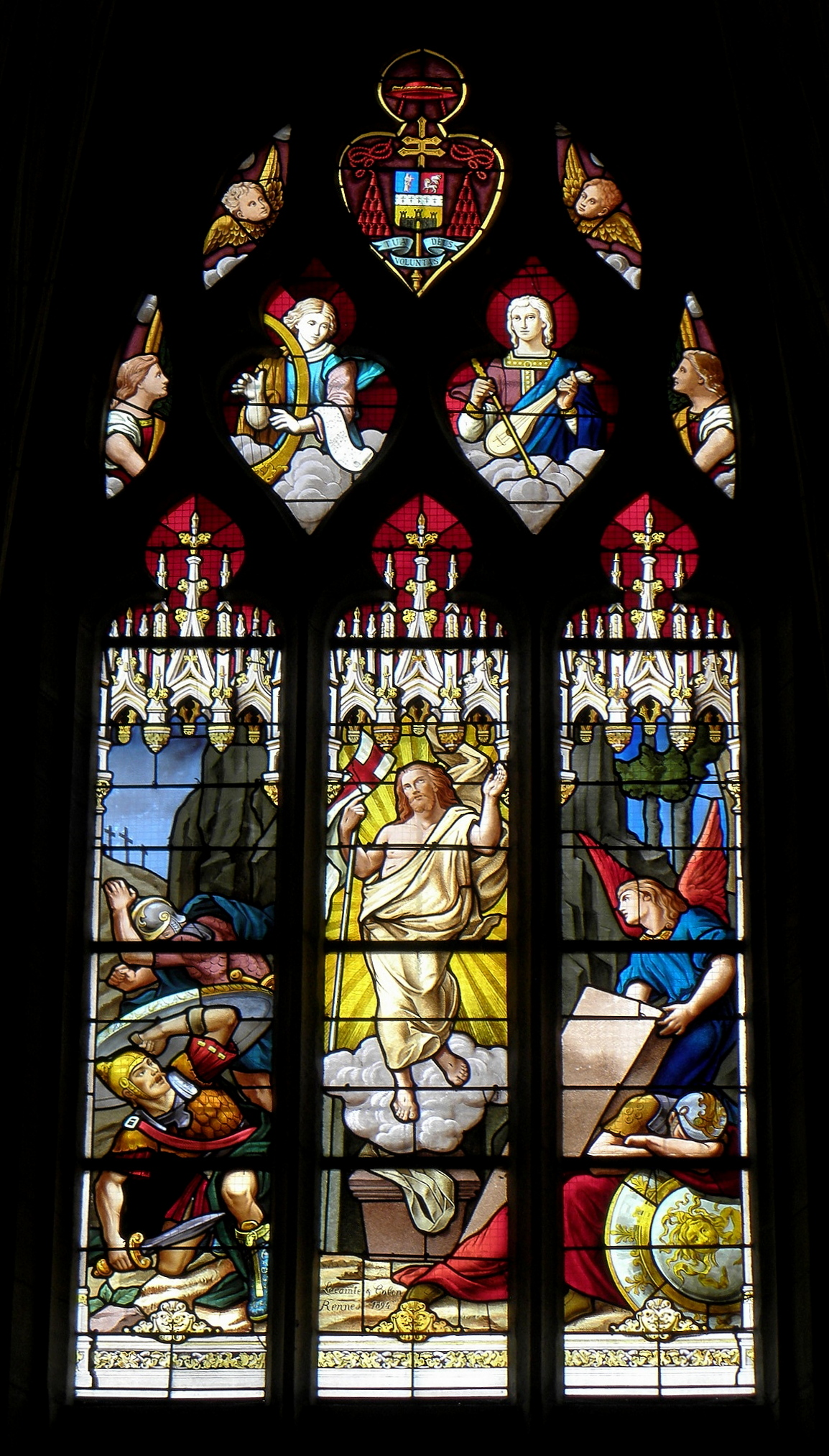
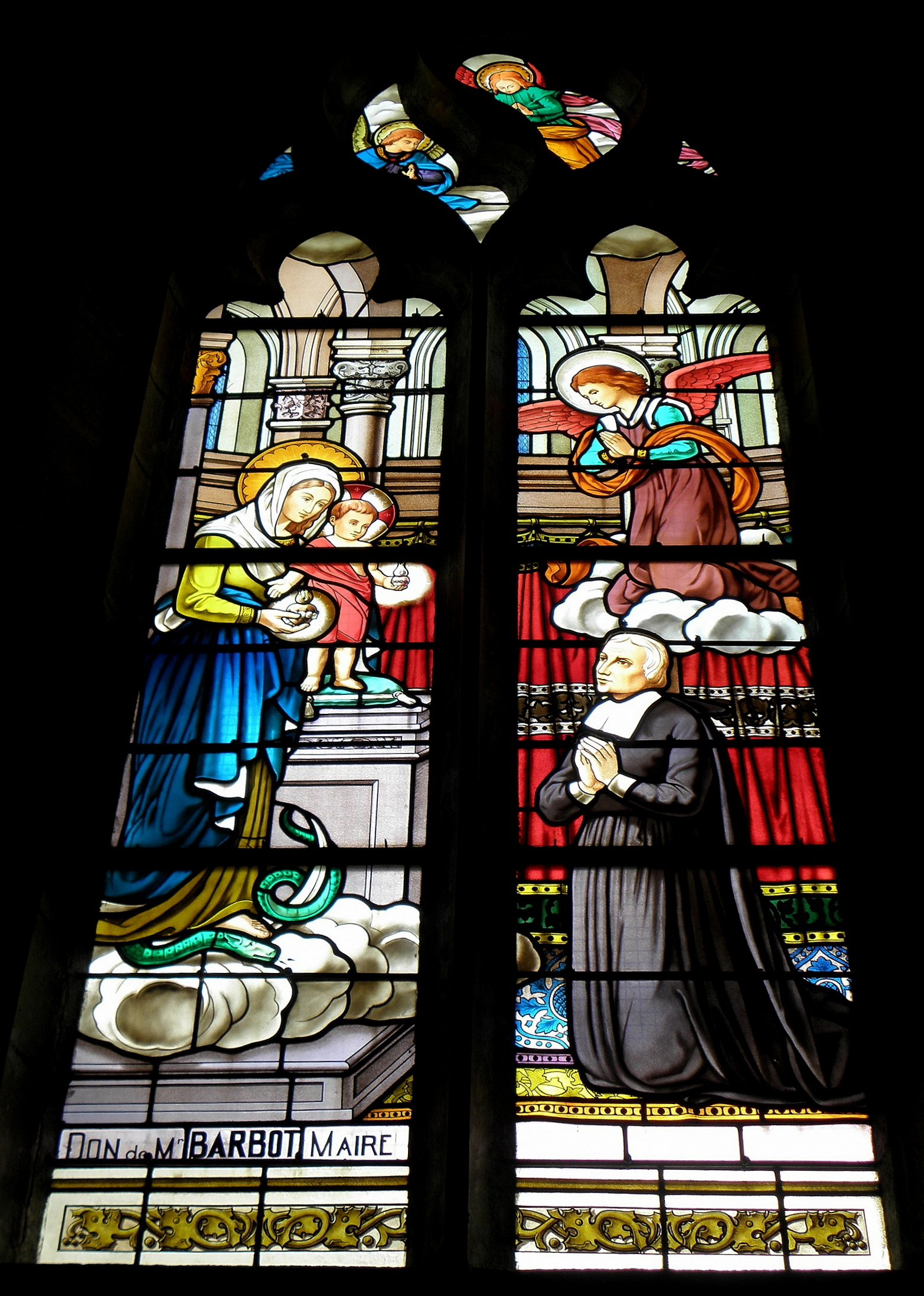
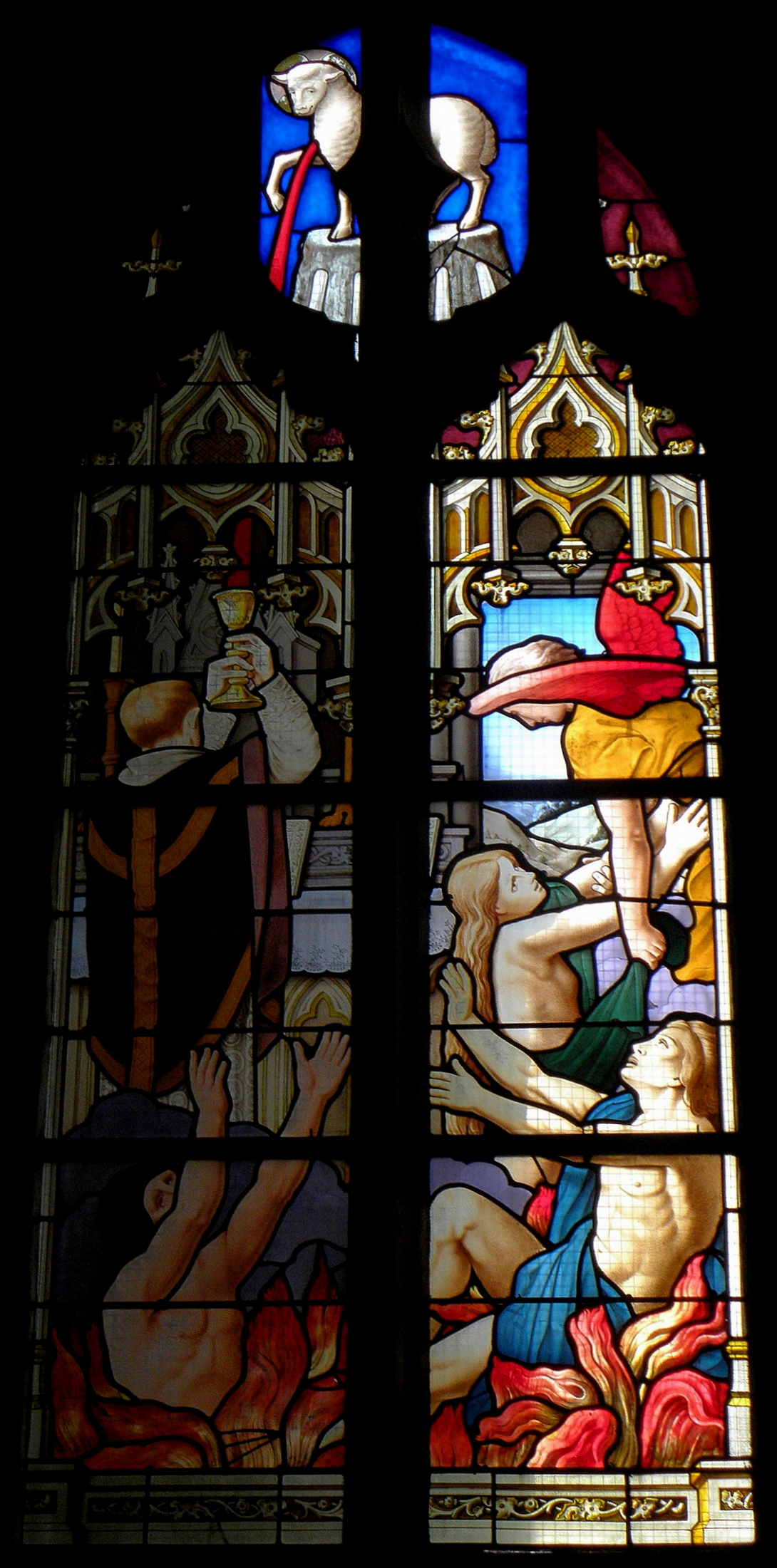
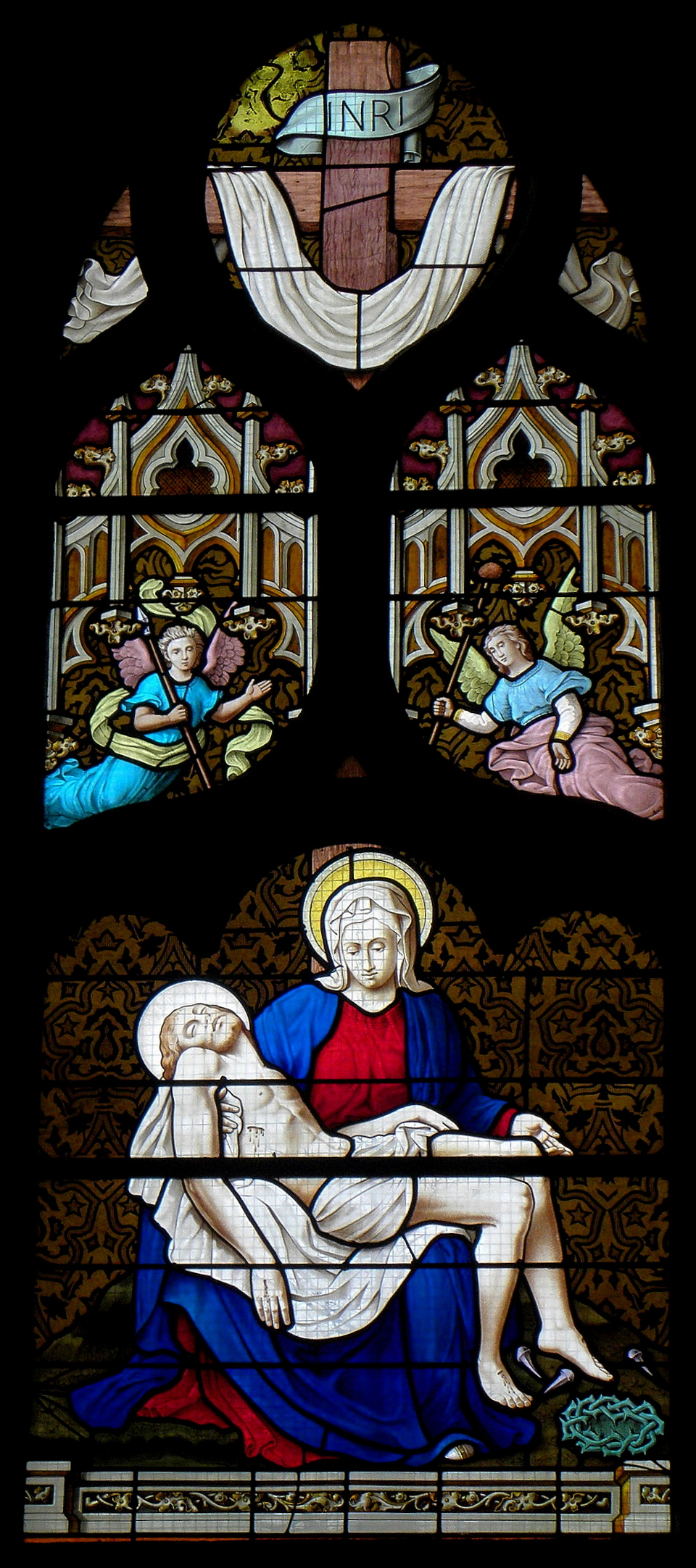
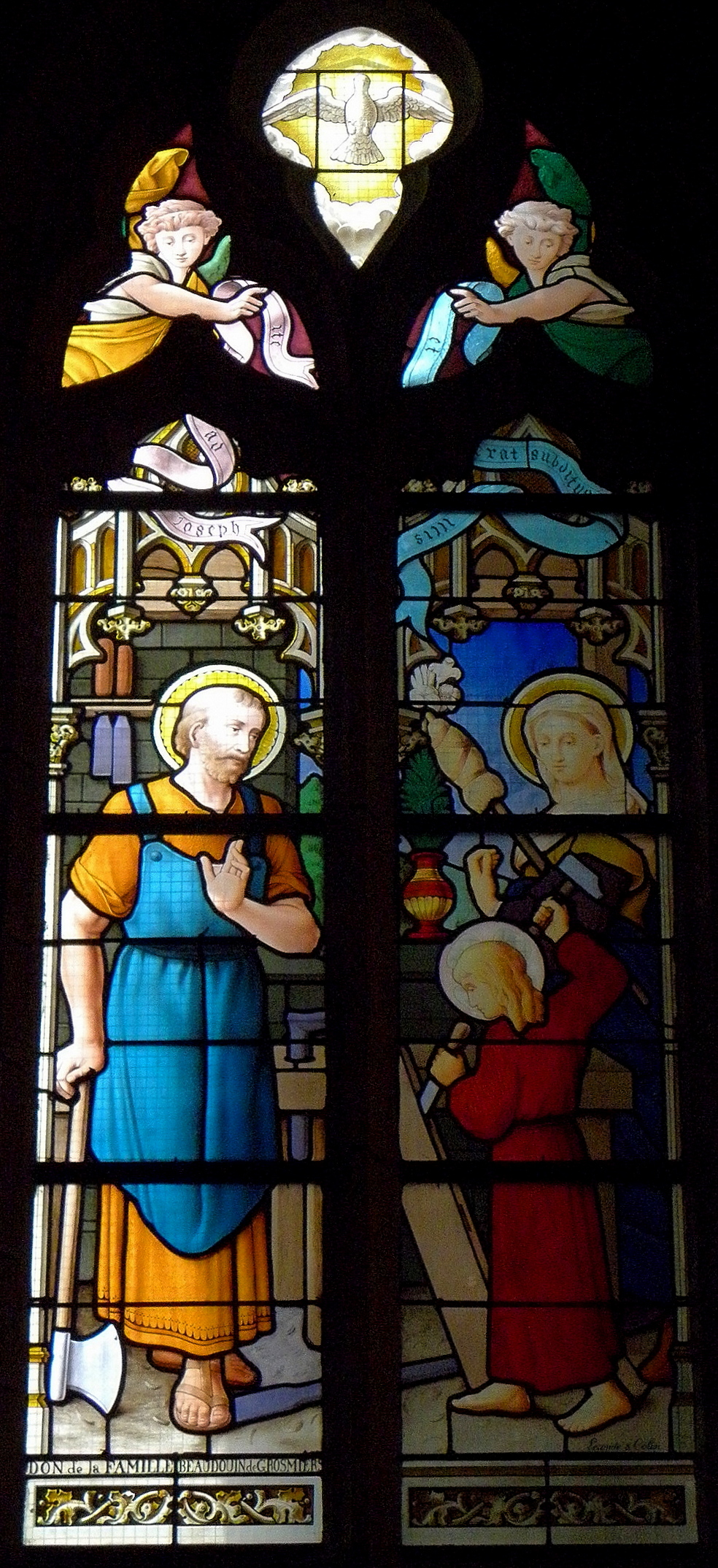
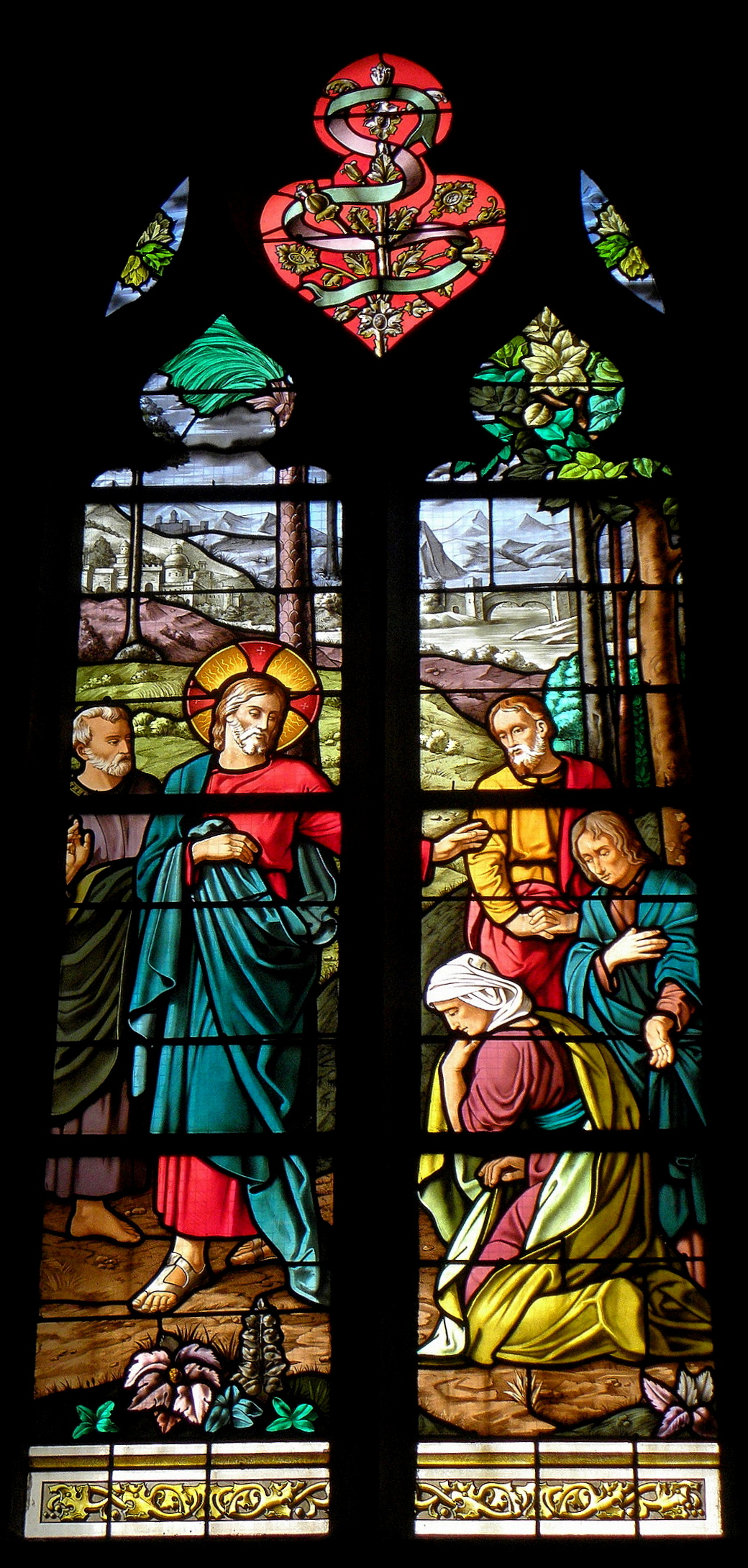
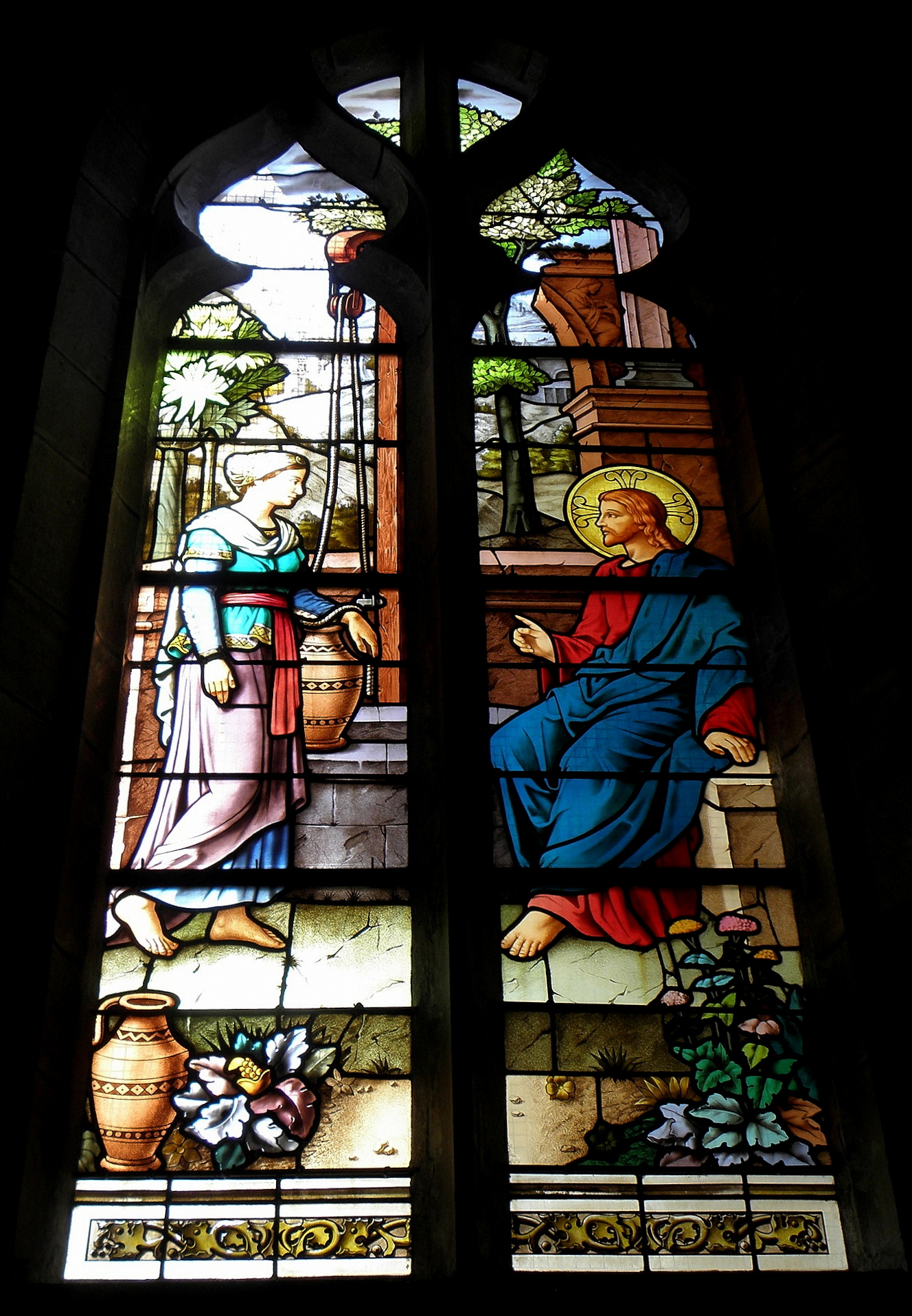
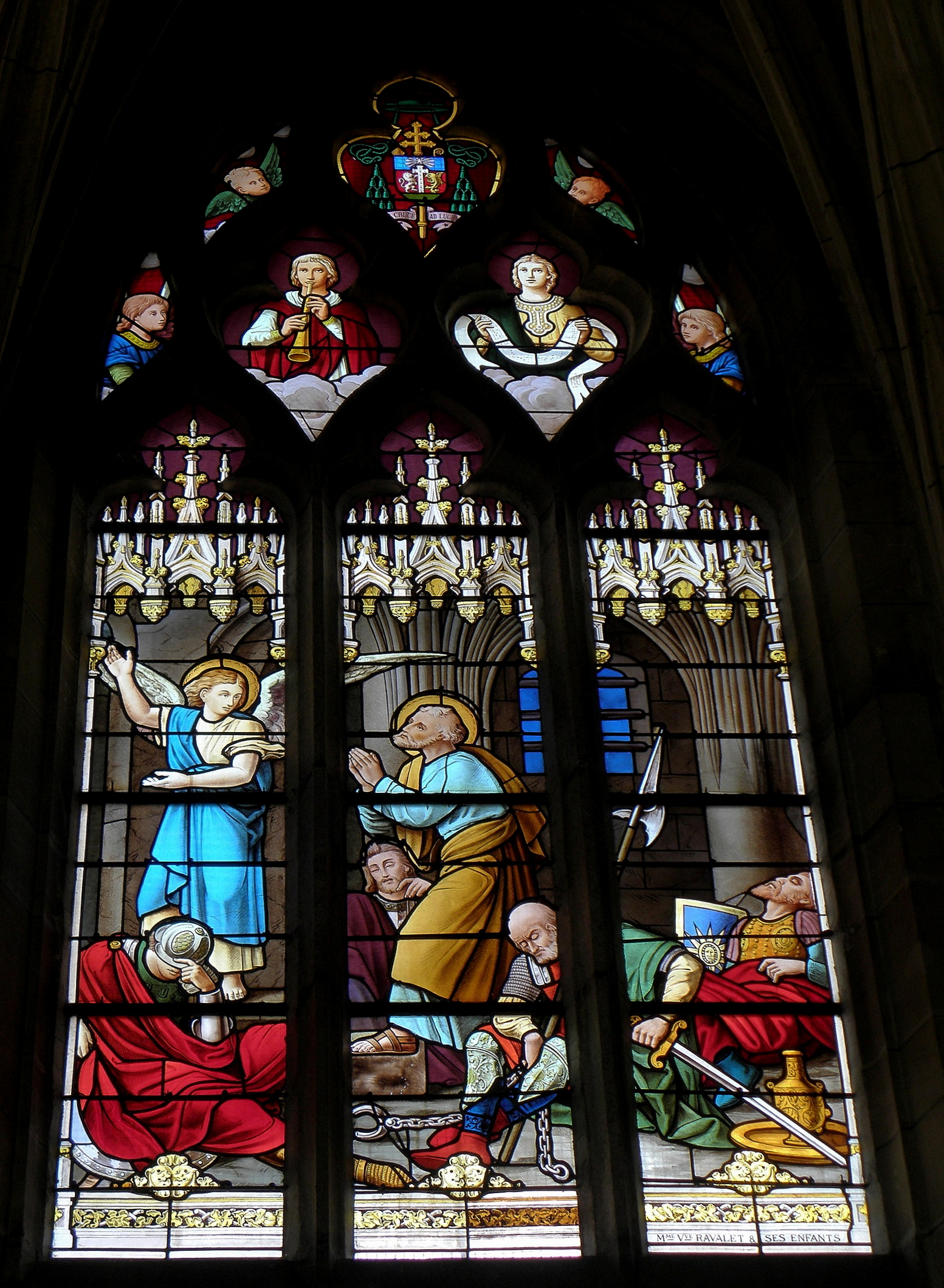
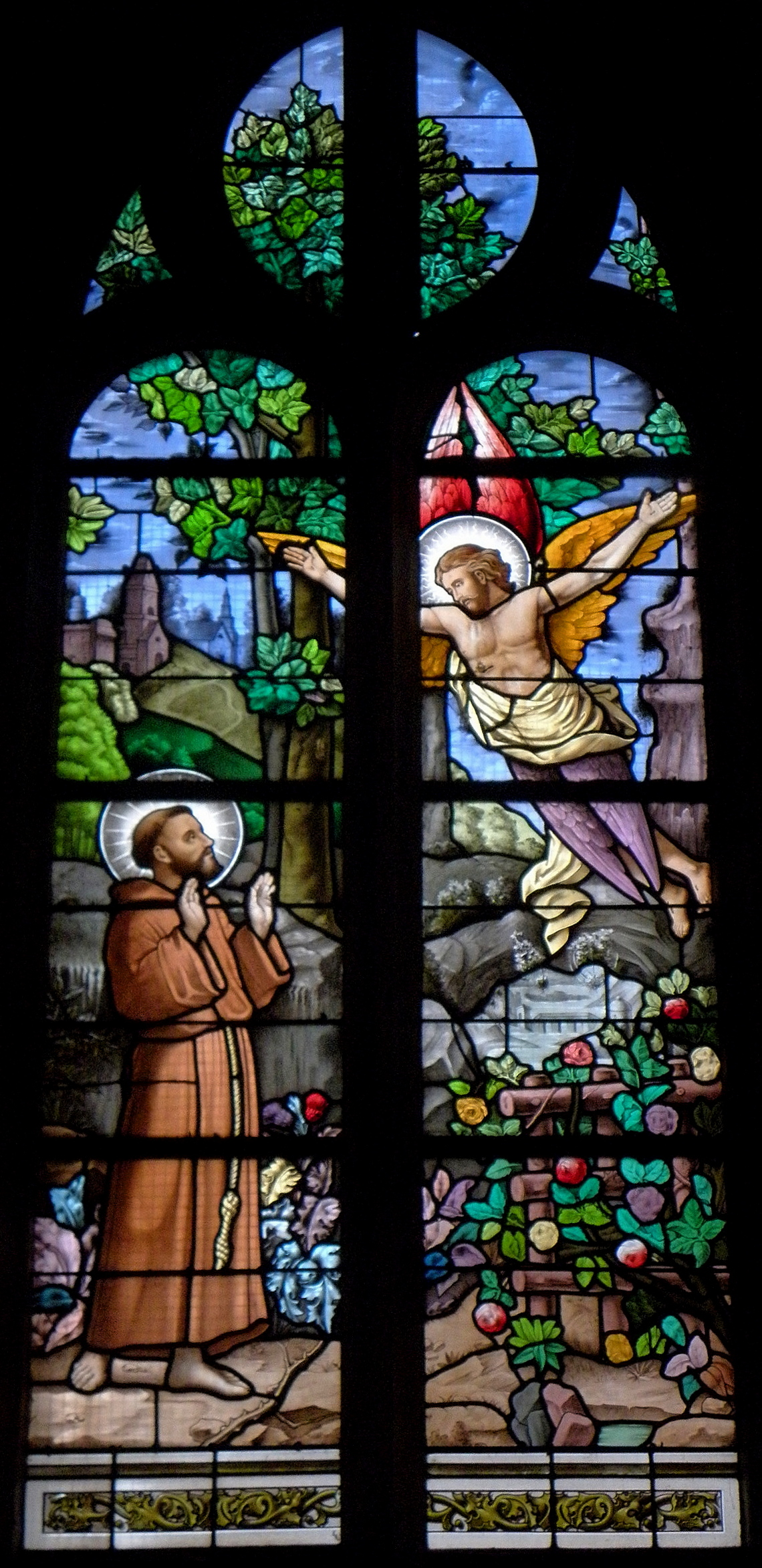